# Luis Moreno-Ocampo

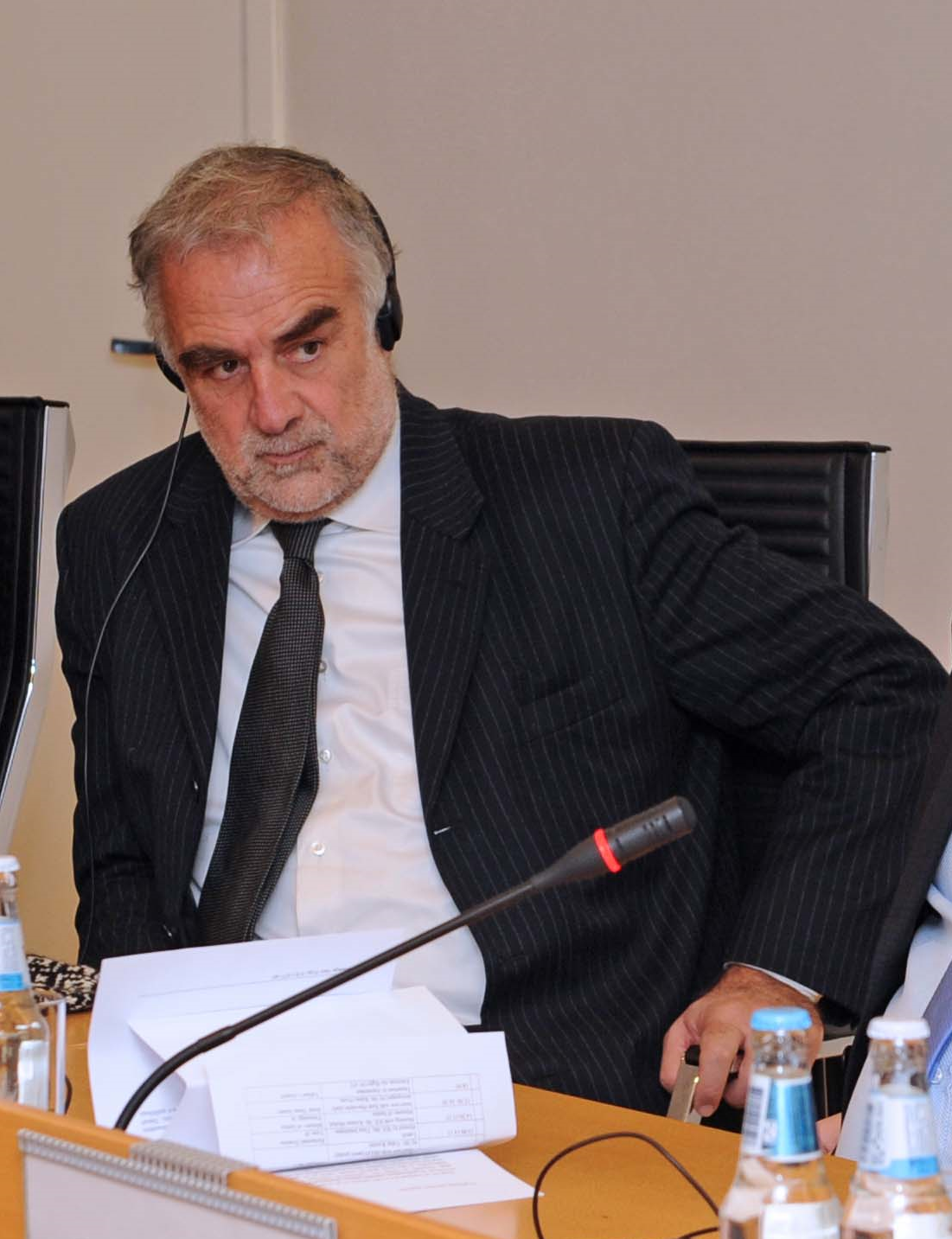
Luis Moreno-Ocampo

Luis Moreno-Ocampo (ur. 4 czerwca 1952 w Buenos Aires) – argentyński prokurator, główny prokurator Międzynarodowego Trybunału Karnego.
Jest doświadczonym znawcą prawa karnego i wieloletnim prokuratorem; partner w renomowanej argentyńskiej firmie prawniczej Moreno-Ocampo & Wortman Jofre, specjalizującej się w programach kontroli antykorupcyjnej w dużych przedsiębiorstwach, ochronie praw człowieka i prawie karnym.
Współpracował przy głośnych międzynarodowych sprawach karnych, m.in. ekstradycji byłego oficera nazistowskiego Ericha Priebke do Włoch i procesie funkcjonariuszy tajnych służb Chile oskarżonych o zamordowanie gen. Carlosa Pratsa; zajmował się też licznymi sprawami korupcyjnymi oraz ochroną dziennikarzy.
Był też oskarżycielem w procesach oficerów argentyńskich zamieszanych w przestępstwa popełniane w okresie wojskowej dyktatury.
Wielokrotnie wygłaszał wykłady jako visiting professor na Harvardzie i Uniwersytecie Stanforda. Jest współtwórcą i współpracownikiem licznych organizacji pozarządowych.
21 kwietnia 2003 został wybrany przez Zgromadzenie Państw-Stron Statutu Międzynarodowego Trybunału Karnego na Głównego Prokuratora MTK (ang. Chief Prosecutor), zdobywając wszystkie 78 głosów. Zaprzysiężony 16 czerwca 2003.